# Kentucky Derby 2022
Kentucky Derby 2022 var den 148:e upplagan av Kentucky Derby. Löpet reds den 7 maj 2022 över 1 1⁄4 miles (2 012 m). I löpet segrade hästen Rich Strike, riden av Sonny Leon och tränad av Eric Reed.

## Kvalificering
Kentucky Derby är endast öppet för treåriga fullblod. Startfältet är begränsat till tjugo hästar som kvalificerat sig baserat på poäng intjänade i 2022 års Road to the Kentucky Derby, en serie utsedda löp som introducerades först 2013. Detta poängsystem ersatte det tidigare intäktssystemet för stakeslöp.
De flesta positionerna till Derbyt startport tjänas via den ordinarie vägen, bestående av 36 löp i Nordamerika plus ett i Dubai. De viktigaste förberedelselöpen för Kentucky Derby är UAE Derby, Louisiana Derby, Jeff Ruby Steaks, Florida Derby, Arkansas Derby, Wood Memorial, Blue Grass Stakes och Santa Anita Derby. Vart och ett av dessa löp ger 100 kvalificerande poäng till segrande häst, vilket i huvudsak garanterat att hästen fick en startplats i Derbyt, förutsatt att ägaren betalade de nominerings- och anmälningsavgifter som krävs.
De två första av dessa stora förberedelselöp reds den 26 mars och vanns av Crown Pride och Epicenter. De följande tre stora förberedelselöpen reds den 2 april och vanns av Tiz the Bomb, White Albarrio och Cyberknife. De tre sista stora förberedelselöpen reds den 9 april och vanns av Mo Donegal, Zandon och Taiba.
En kvalificeringsposition var också tillgänglig via European Road to Kentucky Derby, och en annan via Japan Road. På grund av pågående restriktioner relaterade till covid-19-pandemin, var dessa vägar inte tillgängliga 2022. Dessa två positioner återgick till kval på ordinarie vägen. Observera att Crown Pride, uppfödd och tränad i Japan, kvalificerade sig via ordinarie vägen efter att ha vunnit UAE Derby.

## Resultat
| Plac.   | Spår | Häst               | Poäng | Tränare           | Jockey              | Förtids-odds | Slutgiltigt odds | Marginal (längder) | Prissumma  |
| ------- | ---- | ------------------ | ----- | ----------------- | ------------------- | ------------ | ---------------- | ------------------ | ---------- |
| 1       | 21   | Rich Strike        | 21    | Eric Reed         | Sonny Leon          | 30-1         | 80-1             |                    | $1,860,000 |
| 2       | 3    | Epicenter          | 164   | Steve Asmussen    | Joel Rosario        | 7-2          | 4-1              | 3⁄4                | $600,000   |
| 3       | 10   | Zandon             | 114   | Chad C. Brown     | Flavien Prat        | 3-1          | 6-1              | 1 ⁄2               | $300,000   |
| 4       | 13   | Simplification     | 74    | Antonio Sano      | José Ortiz          | 20-1         | 35-1             | 3 1⁄2              | $150,000   |
| 5       | 1    | Mo Donegal         | 112   | Todd A. Pletcher  | Irad Ortiz Jr.      | 10-1         | 10-1             | 5 3⁄4              | $90,000    |
| 6       | 14   | Barber Road        | 58    | John Ortiz        | Reylu Gutierrez     | 30-1         | 60-1             | 4 3⁄4              |            |
| 7       | 18   | Tawny Port         | 60    | Brad H. Cox       | Ricardo Santana Jr. | 30-1         | 80-1             | 4 3⁄4              |            |
| 8       | 5    | Smile Happy        | 70    | Kenneth G. McPeek | Corey Lanerie       | 20-1         | 14-1             | 10                 |            |
| 9       | 9    | Tiz the Bomb       | 110   | Kenneth G. McPeek | Brian Hernandez Jr. | 30-1         | 31-1             | 12 1⁄2             |            |
| 10      | 19   | Zozos              | 40    | Brad H. Cox       | Manuel Franco       | 20-1         | 48-1             | 15 3⁄4             |            |
| 11      | 17   | Classic Causeway   | 66    | Brian A. Lynch    | Julien Leparoux     | 30-1         | 78-1             | 17                 |            |
| 12      | 12   | Taiba              | 100   | Tim Yakteen       | Mike E. Smith       | 12-1         | 5-1              | 17 3⁄4             |            |
| 13      | 7    | Crown Pride        | 100   | Koichi Shintani   | Christophe Lemaire  | 20-1         | 17-1             | 18 1⁄4             |            |
| 14      | 2    | Happy Jack         | 30    | Doug F. O'Neill   | Rafael Bejarano     | 30-1         | 23-1             | 19                 |            |
| 15      | 6    | Messier            | 40    | Tim Yakteen       | John Velazquez      | 8-1          | 7-1              | 19                 |            |
| 16      | 15   | White Abarrio      | 112   | Saffie Joseph Jr. | Tyler Gaffalione    | 10-1         | 15-1             | 19 3⁄4             |            |
| 17      | 8    | Charge It          | 40    | Todd A. Pletcher  | Luis Saez           | 20-1         | 16-1             | 27 3⁄4             |            |
| 18      | 16   | Cyberknife         | 100   | Brad H. Cox       | Florent Geroux      | 20-1         | 14-1             | 42 1⁄2             |            |
| 19      | 11   | Pioneer of Medina  | 25    | Todd A. Pletcher  | Joe Bravo           | 30-1         | 55-1             | 56 3⁄4             |            |
| 20      | 4    | Summer Is Tomorrow | 40    | Bhupat Seemar     | Mickael Barzalona   | 30-1         | 36-1             | 64 1⁄2             |            |
| struken | 20   | Ethereal Road      | 22    | D. Wayne Lukas    | Luis Contreras      | 30-1         | n/a              |                    |            |
|         | AE   | Rattle N Roll      | 20    | Kenneth G. McPeek | James Graham        | 30-1         | n/a              |                    |            |

Noter
1. ↑   Rich Strike fick en plats i löpet då Ethereal Road strukits[7]
2. ↑  Rattle N Roll var andra reserv i löpet, men fick ingen startplats, då det endast var en strykning i löpet.